# Норман Гордон
Норман Гордон (6. август 1911 — 2. септембар 2014) био је јужноафрички играч крикета који је играо у јужноафричкој крикерашкој сезони 1938—1939. Он је једини мушки крикераш који је доживео више од 100 година. 13. марта 2011. године постао је најстарији играч крикета икад када је оборио рекорд Новозеланђанина Ерика Тиндила који је умро 1. августa 2010. са 99 година.